# Giovanna Giaconia
Giovanna Giaconia coniugata Terranova (Palermo, 1922 – Palermo, 26 gennaio 2012) è stata un'attivista italiana.
Dopo la morte del marito Cesare Terranova partecipò alla fondazione dell’Associazione donne siciliane per la lotta contro la mafia, di cui diventò presidente fin dall'atto della costituzione formale, avvenuta nel 1982.

## Biografia
Giovanna studiò al Sacro Cuore, un collegio seguito da suore francesi. Negli anni '50 conosce Cesare Terranova che solo dopo pochi mesi diventerà suo marito. Dopo alcuni anni, nel 1958 si trasferiscono a Palermo dove il marito, giudice istruttore, si occupa con molta profondità di mafia. Successivamente il marito diventa procuratore a Marsala accettando, nel 1972, l'offerta di candidarsi alle elezioni nazionali come indipendente nelle liste del Partito Comunista Italiano, entrando a far parte della Commissione parlamentare antimafia.

### La morte del marito
Così Giovanna Giaconia appare agli occhi degli italiani dopo la tragedia di quel 25 settembre 1979 quando la mafia e la 'ndrangheta tolsero la vita a suo marito. Il legale di Terranova consegnerà solo dopo la sua morte, una lettera che può essere considerata come un testamento spirituale alla moglie per rassicurarla.
Ormai rimasta vedova, gli rimase soltanto quel ricordo indelebile di quel giorno quando suo marito venne assassinato sul portone di casa: “Sprofondai in un abisso senza fondo, per un po' persi la cognizione del tempo…Poi la vita più o meno lentamente riprende, anche se una morte di questo tipo non si dimentica. Non si dimentica perché al dolore si sovrappone l'orrore, la gratuità, la volgare brutalità dell'assassino, la violenza che colpisce pure la dignità della persona fisica.”

### Il processo
Giovanna si costituisce parte civile nel processo intentato contro Luciano Liggio, infatti sostiene che, tramite il lavoro del marito, i responsabili avrebbero dovuto essere cercati anche in altri luoghi.
Dopo 9 anni di indagini, per mancanze di prove e quant'altro, la Cassazione assolse il presunto responsabile dell'omicidio, Luciano Liggio. Giovanna, in seguito a ciò, disse che i nomi dei responsabili dell'omicidio di suo marito erano prevedibili e scontati e non capisce perché per individuarli ci siano voluti così tanti anni.
Vennero poi arrestati dopo diciotto lunghi anni Leoluca Bagarella, Giuseppe Giacomo Gambino, Vincenzo Puccio e Giuseppe Madonia. Giovanna Giaconia fu una delle poche figure femminili che rappresentò molte donne rimaste vedove, vittime della mafia per aver perso i loro mariti. La lotta per la giustizia, diventò per Giaconia, l'unica ragione di vita proprio come lo era stato il marito provando un dolore talmente forte che si trasformò in vendetta.
Giovanna Giaconia esordisce: “All'inizio l'istinto è quello di rinchiudersi nel proprio dolore, non si pensa assolutamente di mettersi in gioco. È quello che ho provato anch'io. Però poi ho avuto la sensazione di non essere la protagonista di una tragedia soltanto personale, ma di una tragedia collettiva, che il pericolo minacciava un'intera società, non solo me. È questo che spinge ad un certo punto a testimoniare, quando ci si dice che non sono fatti tuoi, ma sono fatti di tutti i cittadini. E non si deve perdere la capacità di reagire, cioè quel filo che ci lega gli uni agli altri in una società civile, che è il filo della reattività. Altrimenti si rischia di scivolare nell'indifferenza e nella rassegnazione, si rischia di dimenticare”.

## Associazione donne siciliane per la lotta contro la mafia
Giovanna accetta di far parte dell'Associazione donne siciliane per la lotta contro la mafia. Cominciò la sua attività nel 1980 dopo un gesto di denuncia, facendo un appello al governo regionale e al presidente della repubblica Sandro Pertini, raccogliendo migliaia di firme. Questo affinché le istituzioni si impegnassero alla lotta alla mafia. Diventò poi nel 1982 presidente all'atto della costituzione formale.. Nel 1988 riceve il premio “Donna d'Europa”, perché partecipava attivamente agli incontri con gli studenti e alle iniziative proposte dall'Associazione. Il suo obiettivo, come quello di altre donne palermitane costituitesi parte civile nei processi contro chi ha assassinato i loro parenti, è quello di spezzare i legami con la mafia e anche la conseguente sudditanza da essa. Inoltre viene ricordata per l'impegno civile raccontando che cosa significasse cercare la verità in Sicilia e in Calabria e che cosa significasse accusare mandanti e assassini.
Il magistrato in pensione Aldo Rizzo, nonché ex vicesindaco di Palermo ricorda Giovanna così: "Era una persona di grande nobiltà d'animo, generosa, fortemente impegnata a difendere le idee del marito. Non ha mai scelto l'impegno politico ma quello civile, lontano dai clamori, dalle telecamere".